# Rossa Matilda Richter
Pour les articles homonymes, voir Richter.
Rossa Matilda Richter (7 avril 1860–8 décembre 1937), connue sous le nom de scène Zazel, est une voltigeuse et actrice anglaise connue comme étant le premier boulet de canon humain.

## Biographie
Fille d’un père travaillant dans un cirque et d’une mère danseuse, elle débute dès son plus jeune âge dans les spectacles de cirque en pratiquant des cascades aériennes comme la marche sur corde raide dans une vieille église de Londres, le ballet, la gymnastique et le trapèze. Âgée de 12 ans, elle part en tournée avec une troupe d'acrobates japonais itinérants.

### Femme «projectile»

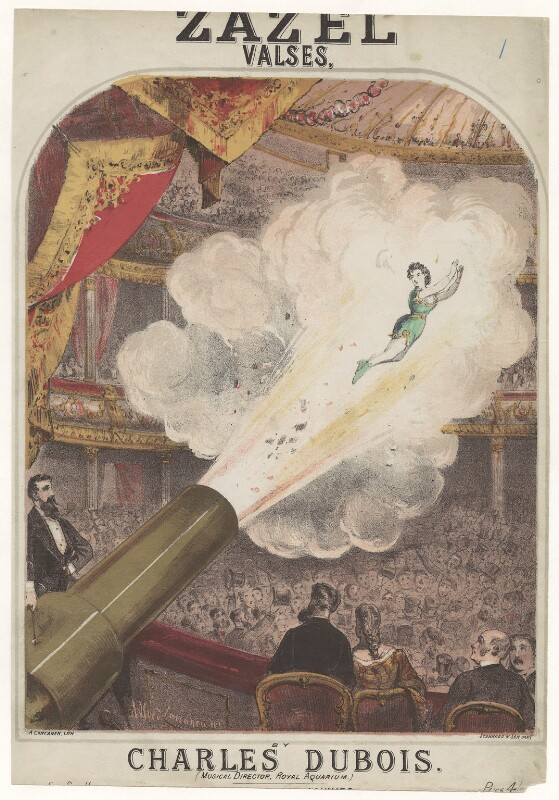
Lithographie d'Alfred Concanen (1877)

Le 2 avril 1877, Rossa Richter effectue un numéro aérien inédit et spectaculaire au Royal Aquarium de Londres en devenant le premier boulet de canon humain. Zazel est envoyée par un canon à ressort dans les airs avec une trajectoire estimée approximativement à 21m pour atterrir dans un filet de sécurité.
À partir de 1880, Phineas Taylor Barnum repère ce numéro et lui propose de participer à une tournée  à travers la France et les États-Unis. En 1891, à l'âge de vingt-huit ans, Zazel fait une chute à cause d'un équipement défectueux et se casse le dos. Blessée, elle est suspendue dans un plâtre complet pendant plusieurs mois, mais bien qu'elle se soit rétablie, elle ne travaillera plus jamais. Elle retourne en Angleterre pour vivre à Upper Norwood, au sud de Londres. 
En 1912, elle se marie avec George Oscar Starr, attaché de presse de Phineas Taylor Barnum et directeur du Barnum Show à Londres.
La place de Zazel dans le Livre Guinness des records du monde en tant que premier boulet de canon humain est contestée, certains affirmant que le titre appartient au couple australien, Ella Zuila et George Loyal. Il apparait également que cette attraction à grande sensation eut un énorme succès en Amérique vers les années 1870 avec l'artiste Miss Lulu, un trapéziste travesti et fils adoptif de William Leonard Hunt, également connu sous le nom de scène "The Great Farini" qui déposa le brevet compte tenu du succès,.